# Chiaki Fujimoto
Fujimoto Chiaki (Nombre en japonés: 藤本 千秋) (Japón, 26 de octubre de 1971) es un tarento japonés cuya carrera abarca desde el canto, el diseño de ropa de bebé, hasta la actuación de voz, y otras actividades similares en la industria del entretenimiento.

## Biografía
Chiaki nació en Maizuru, Kyoto el 26 de octubre de 1971 como la hija del presidente de Nippon Sheet Glass. Debido al trabajo de su padre, se trasladó a Ichihara, Chiba poco después de su nacimiento. A la edad de tres años, comenzó a tomar clases de piano, y continuó durante doce años hasta que se graduó de la escuela media. A pesar de actuar como una niña infantil extraña es su imagen de la empresa de espectáculos, que es de hecho conocida como una persona de negocios muy bien educada, como resultado de intercambiar cartas con su madre que le enseñó su etiqueta cuando tenía alrededor de 9 años de edad. En la escuela media practicaba kendo como parte de un club escolar.
En 1991, ella ganó el primer lugar en un programa de la audición de la audiencia del tarento emitida por Fuji TV. Después, tocó la voz de Nontan, y también cantó la canción de apertura para el mismo anime popular sobre un gato. Se convirtió en una cantante exitosa como vocalista de "Pocket Biscuits", formada como un trío de música instantánea en un popular programa de comedia de reality show presentado por un dúo de comedia "Utchan Nanchan" en 1995. El segundo single del grupo "Yellow Yellow Happy " vendió un millón de copias. En 1998, el trío tocó su número de éxito en el programa de música anual Kōhaku Uta Gassen, con un trío de música rival "Black Biscuits" con la actriz taiwanesa Vivian Hsu. Hicieron más dos millones de discos vendidos, pero decidieron dejar de cantar en 2000.
Chiaki se casó con Shōzō Endō, de la comedia Cocorico, en julio de 2002. Sin embargo, se divorciaron en diciembre de 2007 Tienen una hija y su nombre es Iroha, nacida en 2003.

## Filmografía

### Como actriz de voz
| Año  | Título                                                                | Papel  | Notas      |
| ---- | --------------------------------------------------------------------- | ------ | ---------- |
| 2005 | Doraemon, el gato cósmico                                             | Dorami | Serie      |
| 1994 | La tostadora valiente                                                 | Blanky | Película   |
| 1998 | La tostadora valiente va a Marte                                      | Blanky | Película   |
| 1999 | La tostadora valiente al rescate                                      | Blanky | Película   |
| 2007 | Doraemon: Nobita's New Great Adventure into the Underworld            | Dorami | Película   |
| 2008 | Doraemon: Nobita and the Green Giant Legend                           | Dorami | Película   |
| 2008 | Doraemon: Nobita and the Green Giant Legend DS                        | Dorami | Videojuego |
| 2009 | Doraemon the Hero                                                     | Dorami | Película   |
| 2010 | Doraemon: Nobita's Great Battle of the Mermaid King                   | Dorami | Película   |
| 2012 | Doraemon: Nobita and the Island of Miracles—Animal Adventure          | Dorami | Película   |
| 2013 | Doraemon y Nobita Holmes en el misterioso museo del futuro            | Dorami | Película   |
| 2016 | Doraemon y el nacimiento de Japón                                     | Dorami | Película   |
| 2017 | Doraemon the Movie 2017: Great Adventure in the Antarctic Kachi Kochi | ?      | Película   |

### Como actriz
| Año  | Título                              | Papel            | Notas                                                          |
| ---- | ----------------------------------- | ---------------- | -------------------------------------------------------------- |
| 2005 | Yakuza: El imperio del sol naciente | Ayako            | Película                                                       |
| 2011 | Namae wo nakushita onnatachi        | Momo Group padre | Episodio: "Konya Tsuini Kaikin! Hontô no Teki ga Ima Tonarini" |
| 2016 | Rental kyûseishu                    | ?                | Temporada 1, episodio 4                                        |